# Voix intérieures
Voix intérieures est le 18e épisode de la saison 3 de la série télévisée Buffy contre les vampires. 

## Résumé
Alors que Buffy tue un démon, son sang pénètre dans sa main. Le lendemain, elle a la faculté de lire dans les pensées. Elle se sert de son nouveau pouvoir mais n'arrive pas à lire dans les pensées d'Angel car celui-ci est un vampire. Elle découvre par contre certaines choses amusantes ou étonnantes sur ses amis jusqu'à ce qu'elle entende que quelqu'un dans le lycée compte tuer tout le monde le lendemain. Elle s'évanouit peu après, à cause du trop-plein de pensées qu'elle entend. Elle charge le Scooby-gang de mener l'enquête. Quand elle rentre chez elle, elle découvre que sa mère a couché deux fois avec Giles (pendant l'épisode Effet chocolat). Giles et Wesley, de leur côté, découvrent que faire ingérer le cœur d'un démon semblable à celui que Buffy a tué la ferait redevenir normale. Ils demandent donc à Angel de se charger de récupérer le cœur du démon car il est la seule personne avec la tueuse ayant la force physique nécessaire pour mener cette mission dangereuse. Il se charge donc de combattre et de tuer le démon en question et fait avaler à Buffy une mixture où il a mélangé le cœur à d'autres ingrédients. Buffy entre en convulsions et s'évanouit.
Quand elle revient à elle, son pouvoir télépathique a disparu. Ses amis ont trouvé une lettre indiquant que le tueur est Jonathan. Buffy le repère dans le clocher du lycée alors qu'il est en train de monter son fusil et va le rejoindre, arrivant à le convaincre de poser son fusil. Mais Jonathan n'est pas le tueur, il comptait se suicider et non tuer tout le monde. Pendant ce temps, Alex surprend la cuisinière en train de mettre du poison dans la nourriture. Elle essaie alors de le tuer mais Buffy arrive à temps pour la neutraliser.

## Production
Dans son commentaire audio de l'épisode, la scénariste Jane Espenson révèle plusieurs faits sur sa production. Joss Whedon a écrit la scène au cours de laquelle Buffy analyse la pièce Othello et a inspiré Espenson concernant les pensées de Oz ; elle-même a inclus la scène où Buffy découvre que sa mère a couché avec Giles dans Effet chocolat (autre épisode qu'elle a écrit) car elle avait été stupéfaite d'apprendre que de nombreux fans n'étaient pas sûrs qu'ils avaient couché ensemble malgré les indices le laissant penser et elle voulait éliminer tout doute à ce sujet. Elle a confié à Danny Strong son premier rôle important dans la série (l'acteur n'avait jusqu'alors fait que de brèves apparitions comiques) car elle était persuadée qu'il était capable de tenir un rôle plus dramatique (Espenson et Strong sont ensuite devenus amis et elle a écrit l'épisode Superstar spécialement pour lui).

## Statut particulier de l'épisode
La première diffusion de l'épisode aux États-Unis, prévue le 27 avril 1999, a été annulée car une semaine auparavant avait eu lieu la fusillade du lycée Columbine. Il a finalement été reprogrammé le 21 septembre 1999, deux semaines avant la diffusion du premier épisode de la saison 4.
Daniel Erenberg, de Slayage, le classe à la 10e place des meilleurs épisodes de la série, estimant que Jane Espenson a su « mêler son incroyable sens de l'humour à un thème sous-jacent plus sombre pour faire de cet épisode un classique » qui contient « l'une des meilleures scènes de la série », celle entre Buffy et Jonathan Levinson dans la tour du lycée. Noel Murray, du site The A.V. Club, affirme que, même s'il déteste de façon générale la façon dont les films ou les épisodes de séries dépeignent la télépathie, l'épisode s'en sort bien avec ce thème, ce qui donne lieu à des scènes « hilarantes ou poignantes ». Les rédacteurs de la BBC estiment que le scénario offre « une superbe occasion de mettre en valeur certains traits de caractère des personnages » mais que l'épisode perd son élan comique dans sa deuxième moitié avec l'enquête du Scooby-gang qui « rappelle celles d'épisodes précédents ». Mikelangelo Marinaro, du site Critically Touched, lui donne la note de A, évoquant un « scénario fantastique » incluant « quelques fausses pistes et beaucoup d'humour » pour arriver à ce que la série sait faire le mieux : faire appel au surnaturel « pour dire quelque chose de profond ».

## Analyse
Cet épisode fait passer le message selon lequel on ne traverse pas l'adolescence sans récolter des blessures psychologiques. C'est un âge auquel on se sent facilement isolé des autres et où, dans le même temps, on ne fait pas attention à leur propre solitude. 
La scénariste de l'épisode, Jane Espenson, a déclaré que cet épisode montrait que tous les adolescents souffraient et que si ça se savait, les choses iraient mieux. David Greenwalt cite Voix intérieures comme l'un de ses épisodes préférés : « Buffy est confrontée à la cacophonie des pensées des autres qui finissent par trop lui être insupportable et la rendre folle ».

## Distribution

### Acteurs crédités au générique
- Sarah Michelle Gellar : Buffy Summers
- Nicholas Brendon : Alexander Harris
- Alyson Hannigan : Willow Rosenberg
- Charisma Carpenter : Cordelia Chase
- David Boreanaz : Angel
- Seth Green : Oz
- Anthony Stewart Head : Rupert Giles

### Acteurs crédités en début d'épisode
- Kristine Sutherland : Joyce Summers
- Alexis Denisof : Wesley Wyndam-Pryce
- Ethan Erickson : Percy West
- Danny Strong : Jonathan Levinson

### Acteurs crédités en fin d'épisode
- Larry Bagby : Larry Blaisdell
- Keram Malicki-Sánchez : Freddy Iverson
- Justin Doran : Hogan Martin
- Lauren Roman : Nancy Doyle
- Wendy Worthington : la cuisinière
- Robert Arce : M. Beach
- Molly Bryant : Mlle Murray